# Lovu zdar
Lovu zdar je v pořadí páté studiové album pražské hudební skupiny Hm.... Vyšlo 1. listopadu 2013, slavnostně pokřtěno bylo 30. října 2013 na koncertu v Paláci Akropolis. Skupina Hm... se opět obrací ke svým dospělým posluchačům a navazuje tak na třetí řadové album Plán na zimu z roku 2008. Je to zároveň první album vydané ve spolupráci se Supraphonem. Tak jako všechny předchozí nahrávky i ta nejnovější opět vznikala ve studiu JáMor Ondřeje Ježka. Zvyky kapela nemění, ani co se textů týče. Opět se jedná především o zhudebněné básně a to ať českých klasiků (Jaroslav Seifert, František Halas, Josef Kainar, Bohuslav Reynek), básníků generačně mladších (Ludvík Kundera, Ivan Wernisch) či básníků-vrstevníků (Viktor Špaček, Simona Racková). Jeden text pochází od Raymonda Carvera a tři texty přímo z kapelových řad (Marek Doubrava). Stylově se jedná pro Hm... typický široký záběr jdoucí od jazzu, přes rock až po klasiku a podřizující se jednotlivým básním a jejich náladám. Co však pro Hm... doposud během jejich bezmála dvacetileté historie typické nebylo, je přítomnost zpěvačky, konkrétně Jany Jelínkové ze skupiny Sto zvířat, jež zpívá v písni „Budete zlá“ (Josef Kainar)

## Složení

### Hm...
- Marek Doubrava – kytara, klavír, harmonium, automatický akordeon, zpěv
- Viktor Ekrt – housle, baskytara, klavír, fender piano, zpěv
- Filip Nebřenský – flétny, saxofony, altový klarinet, tuba, baskytara, zpěv
- Tomáš Rejholec – bicí, kytara, perkuse, zpěv

### Hosté
- Jana Jelínková – zpěv
- Ondřej Ježek – kytara, fender piano
- Luděk Emanovský – křídlovka
- Jan Matásek – pozoun

## Seznam písní
1. Naděje (Marek Doubrava a Hm.../Raymond Carver, překlad Eva Klimentová) – 4:08
2. Lovu zdar (Hm.../Marek Doubrava) – 4:40
3. Jaro (Marek Doubrava/Viktor Špaček) – 1:03
4. Když děti (Marek Doubrava a Hm.../Ludvík Kundera) – 4:05
5. Blázen (Marek Doubrava/Bohuslav Reynek) – 2:35
6. Strejda Mára (Marek Doubrava a Hm.../Marek Doubrava) – 4:25
7. Kostky jsou vrženy (Marek Doubrava/Ivan Wernisch) – 1:27
8. V myčce (Marek Doubrava a Hm.../Marek Doubrava a Bohdan Bláhovec) – 4:21
9. Batohy (Marek Doubrava/Simona Racková) – 1:41
10. Zde je (Filip Nebřenský a Marek Doubrava/František Halas) – 2:46
11. Deník (Marek Doubrava/Viktor Špaček) – 1:12
12. Kanálská zahrada (Marek Doubrava a Hm.../Jaroslav Seifert) – 4:26
13. Budete zlá (Marek Doubrava a Hm.../Josef Kainar) – 4:32